# I AM. - SM家族青春傳記電影
I AM. - SM家族青春傳記電影（英語：I AM. - SM Town Live World Tour in Madison Square Garden） 是SM Entertainment於2012年5月上映的傳記影片。電影主要以2011年10月SMTOWN於美國「紐約麥迪遜花園廣場」舉行演唱會為背景的紀錄片。

## 參演藝人
- Kangta
- BoA
- 東方神起：允浩、昌珉
- Super Junior：利特、藝聲、神童、晟敏、銀赫、始源、東海、厲旭、圭賢
  - Super Junior-M：周覓、Henry
- 少女時代：太妍、Jessica、Sunny、Tiffany、孝淵、俞利、秀英、潤娥、徐玄
- SHINee：溫流、鐘鉉、Key、珉豪、泰民
- f(x)：Victoria、Amber、Luna、Sulli、Krystal

## 原聲帶
- 2012年4月24日，SM娛樂發佈電影主題曲〈Dear My Family〉的音樂錄影帶。這首歌曲是翻唱收錄於俞永鎮2001年第三張專輯的同名歌曲。
- 這首歌曲的另一版本收錄於SMTOWN於2002年推出的第四張冬季合輯《2002 Winter Vacation in SMTown.com – My Angel My Light》中，並由Kangta、文熙俊、S.E.S.、神話、Fly to the Sky及BoA合唱。
- 2012年版本由Kangta、BoA、昌珉（東方神起）、藝聲（Super Junior）、太妍（少女時代）、鐘鉉（SHINee）、Luna（f(x)）及Luhan、Baekhyun、Chen、D.O.（EXO）。

## 官方網站
- Official Movie Site 
- Official Movie Site （英文）（日語）（中文）
- Taiwan Official Movie Site（页面存档备份，存于） （中文）